# 이동근 (1905년)
이동근(1905년 1월 18일~1981년 11월 8일)은 대한민국의 정치인이다. 제4대 국회의원을 지냈다.

## 역대 선거 결과
|  | 29.65% |

|  | 8.91% |